# Anna Przecławska
Anna Przecławska, z domu Sadkowska (ur. 9 sierpnia 1929 w Warszawie, zm. 19 sierpnia 2010) – polska uczona, pedagog, profesor Uniwersytetu Warszawskiego, w latach 1981–1987 dziekan Wydziału Pedagogicznego UW. Była żoną prof. Krzysztofa Przecławskiego.

## Życiorys
Jej rodzicami byli Henryk Sadkowski (1889–1960), urzędnik państwowy i Halina z Hejdukowskich (1895–1961), dentystka, naczelniczka Harcerstwa Polskiego. Anna Sadkowska jako nastolatka brała udział w ruchu oporu, od 1942 należała do Harcerstwa Polskiego, w powstaniu warszawskim była sanitariuszką i łączniczką Armii Krajowej (kompania harcerska batalionu „Gustaw”). Po wojnie ukończyła studia pedagogiczne na Uniwersytecie Warszawskim (1951).
Od 1957 pracownik Uniwersytetu Warszawskiego; w 1961 obroniła doktorat, w 1968 habilitowała się i została docentem, w 1978 otrzymała tytuł profesora nadzwyczajnego. W latach 1979–1981 była dyrektorem Instytutu Pedagogicznego Uniwersytetu Warszawskiego, 1981–1987 dziekanem Wydziału Pedagogicznego. Była zastępcą przewodniczącego Komitetu Nauk Pedagogicznych Polskiej Akademii Nauk. W latach 1972–1979 była konsultantem naukowym wydawnictw encyklopedycznych dla dzieci w wydawnictwie „Wiedza Powszechna” w Warszawie.
W latach 1982–1989 działała w Patriotycznym Ruchu Odrodzenia Narodowego (PRON), była członkiem Prezydium Komitetu Wykonawczego Rady Krajowej PRON do 1986. Wchodziła również w skład Rady Konsultacyjnej przy Przewodniczącym Rady Państwa (1986–1989). W 1989 uczestniczyła w obradach plenarnych Okrągłego Stołu po stronie partyjno-rządowej (także w podzespole ds. nauki, oświaty i postępu technicznego). Należała do Polskiego Towarzystwa Pedagogicznego, a także organizacji kombatanckich (Związku Bojowników o Wolność i Demokrację do 1989, Światowego Związku Żołnierzy AK od 1991). W latach 1988–1990 wiceprzewodnicząca Rady Ochrony Pamięci Walk i Męczeństwa. W lutym 1989 weszła w skład działającej przy tej Radzie Komisji do spraw Upamiętnienia Ofiar Represji Okresu Stalinowskiego.
Otrzymała liczne odznaczenia m.in. Krzyż Kawalerski i Oficerski Orderu Odrodzenia Polski, Złoty Krzyż Zasługi, Warszawski Krzyż Powstańczy i Medal Komisji Edukacji Narodowej.
Jej zainteresowania naukowe obejmowały m.in. teorię upowszechniania kultury i literatury dla dzieci i młodzieży. Opublikowała m.in. książki:
- Książka w życiu młodzieży współczesnej (1962)
- Młody czytelnik i współczesność (1966)
- Książka, młodzież i przeobrażenia kultury (1967)
- Literatura dla dzieci i młodzieży w procesie wychowania (1978, redaktor, współautorka)

Została pochowana w grobowcu rodzinnym na cmentarzu w Wilanowie. 